# Irvine (Californië)
Irvine is een stad in Orange County in de Amerikaanse staat Californië. Het is grotendeels gepland en gebouwd door de Irvine Company sinds de jaren 1960. Volgens de laatste census van 2020 wonen er 307.675 mensen in de 170 km² grote stad. Irvine is onderdeel van de agglomeratie Los Angeles.

## Demografie
Van de bevolking is 7,2 % ouder dan 65 jaar en bestaat voor 22,8 % uit eenpersoonshuishoudens. De werkloosheid bedraagt 1,8 % (cijfers volkstelling 2000).
Ongeveer 12,3 % van de bevolking van Irvine bestaat uit hispanics en latino's, 1,4 % is van Afrikaanse oorsprong en 31,8 % van Aziatische oorsprong.
Het aantal inwoners steeg van 111.416 in 1990 naar 171.700 in 2004.

## Klimaat
Irvine heeft een mediterraan klimaat, wat typisch is voor het zuiden van Californië. De zomers zijn warm-tot-heet, de winters zijn zacht en het vriest er eigenlijk nooit. De meeste neerslag valt gedurende de wintermaanden.

## Geboren
- Will Ferrell (16 juli 1967), acteur
- Tim Commerford (26 februari 1968), bassist van Rage Against the Machine
- Aaron Peirsol (23 juli 1983), zwemmer
- Hayley Peirsol (9 augustus 1985), zwemster
- Rebecca Black (21 juni 1997), zangeres

## Plaatsen in de nabije omgeving
De onderstaande figuur toont nabijgelegen plaatsen in een straal van 16 km rond Irvine.